# قائمة البهائيين
تضم هذه القائمة أسماء البهائيين الذين توجد عنهم مقالات في ويكيبيديا. يمكن أيضا الاطلاع على تصنيف:بهائيون حسب الجنسية

## شخصيات محورية
- بهاء الله.
- عبد البهاء عباس.

## عائلة بهاء الله
- آسيا خانم.
- بهية خانم.
- ميرزا مهدي.
- شوقي أفندي رباني.

## عوائل ملكية
- ماريا ملكة رومانيا.[1]
- ماليتوا تانومافيلي الثاني ملك ساموا.[2]

## فنانون

### فرق
- كومون ماركيت فريق هيب هوب.[3]
- سيلز آند كروفت فرقة روك أمريكية في أواخر السبعينيات.[4]

### موسيقيون
- سيندي بلاكمان.[5]
- مايا كاثرين بونهوف.[6]
- فك دامون.[7]
- خليل فونغ.[8]
- ديزي غيليسبي.[9]

### ممثلون
- أوميد جليلي ممثل كوميدي بريطاني.[10]
- إيفا لا روي.[11]
- باربرا هيل الحائزة على جائزة الإيمي.[12]
- كارول لومبارد.[13]
- أليكس روكو.[14]
- راين ويلسون.[15]